# Himalayahoningspeurder
De Himalayahoningspeurder (Indicator xanthonotus) is een vogel uit de familie Indicatoridae (Honingspeurders).

## Verspreiding en leefgebied
Deze soort komt voor van noordwestelijk India tot noordelijk Myanmar en telt twee ondersoorten:
- I. x. xanthonotus: van noordwestelijk India tot westelijk Nepal.
- I. x. fulvus: van Nepal tot noordelijk Myanmar.

## Status
De grootte van de populatie is niet gekwantificeerd maar de soort wordt omschreven als zeldzaam. Op de Rode lijst van de IUCN heeft deze soort de status gevoelig.